# Sumarkowszczyzna
Sumarkowszczyzna (lit. Samarakiškės) − wieś na Litwie, w gminie rejonowej Soleczniki, 1 km na zachód od Dajnowy, zamieszkana przez 15 ludzi. Przed II wojną światową w Polsce, w powiecie lidzkim województwa nowogródzkiego.